# Arcisse de Caumont

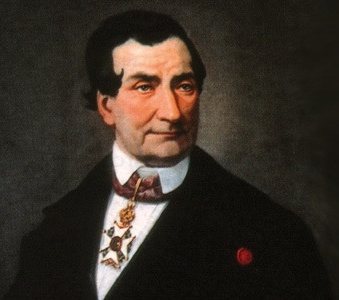
Arcisse de Caumont, 1860er Jahre

Arcisse de Caumont (* 20. August 1801 in Bayeux; † 16. April 1873 in Caen) war ein französischer Geologe, Archäologe, Kunsthistoriker und Historiker (Regionalgeschichte, Architekturgeschichte, Genealogie) aus der Normandie. Er gilt als „Vater der normannischen Archäologie“ und Pionier der mittelalterlichen Kunstgeschichte in Frankreich und darüber hinaus.

## Leben
Caumont stammte aus einer angesehenen normannischen Familie, ging in Falaise und Bayeux zur Schule und interessierte sich früh für Naturwissenschaften. Danach studierte er in Caen Jura mit dem Abschluss 1824, wobei er auch Vorlesungen über Geschichte und Kunstgeschichte hörte (unter anderem bei Charles de Gerville (1769–1853) und Abbé Gervais de la Rue (1751–1835)) und begann, sich mit kirchlicher Architektur des Mittelalters und der gallorömischen Zeit zu befassen, über die er viel veröffentlichte. 1824 gründete er mit Gerville, dem Abbé Gervais und Auguste Le Prévost die Société des Antiquaires de Normandie, deren Sekretär er später war, und 1823 war er einer der Gründer der Société Linnéenne de Normandie. 1834 gründete er die Société Française d'archéologie nach der Begegnung mit dem englischen Archäologen Thomas Rickman, deren Bulletin Monumental eine wichtige Zeitschrift für mittelalterliche Kunstgeschichte wurde. Außerdem gründete er die Association Normande mit der Zeitschrift L'Annuaire des cinq départements de l’ancienne Normandie und die Société pour la Conservation des Monuments. Caumont organisierte wissenschaftliche Kongresse zur Archäologie. 1870 zog er sich krankheitsbedingt zurück. Nach seinem Tod zerfielen die meisten der von ihm gegründeten Gesellschaften oder wurden grundlegend umgestaltet.
Mit seinem Lehrer Charles de Gerville popularisierte er die Verwendung des Begriffs Romanik in Frankreich. Sein Hauptwerk als Architekturhistoriker ist der sechsbändige Cours d’antiquités monumentales, der aus seinen Vorlesungen in Caen entstand. Seine Veröffentlichungen und Aktivitäten regten im 19. Jahrhundert den Denkmalschutz in Frankreich und darüber hinaus an und er selbst rettete durch seine Aktivitäten in der Société Française d'archéologie viele Monumente vor der Zerstörung.
Er war korrespondierendes Mitglied der Académie des Inscriptions et Belles-Lettres. 1848 wurde er zum Mitglied der Académie royale des Sciences, des Lettres et des Beaux-Arts de Belgique (Élu associé, Classe des Beaux-Arts) gewählt.
Als Philanthrop stiftete er Bayeux einen Botanischen Garten und eine Schule.

## Schriften (Auswahl)
- Mémoire géologique: sur quelques terrains de la Normandie occidentale. Caen, Chalopin Fils, 1825.
- Essai sur la topographie géognostique du département du Calvados. Caen, Chalopin, 1828.
- Mémoires de la Société linnéenne de Normandie, Paris, Lance, 1829.
- Cours d'antiquités monumentales professé à Caen, en 1830, (Teil 1: Antiquités celtiques, Teil 2 und 3: Antiquités gallo-romaines; Teil 4: Architecture religieuse; Teil 5: Architecture militaire; Teil 6: État de la peinture, de la calligraphie, de l'orfèvrerie et autres arts à l'époque du Moyen Âge),  Caen: Lange, 6 Bände, 1830–1841.
- Histoire sommaire de l'architecture religieuse, civile et militaire au Moyen Âge. Caen, Lance, 1836.
- Histoire de l'architecture religieuse au Moyen Âge. Caen, Derache, 1841.
- Rapport verbal fait à la société Française pour la conservation des monuments dans la séance administrative du 7 déc. 1844, sur quelques antiquités du midi de la France. Caen, [s.n.], 1845.
- Statistique monumentale du Calvados. Caen, Le Blanc-Hardel, 1846–1867.
- Statistiques routières de la Basse-Normandie. Caen, Derache, 1855.
- Abécédaire héraldique, ou Notions générales sur le blason. Caen, A. Hardel, 1861.
- Inauguration d'un monument à Dives en mémoire du départ de l'armée de Guillaume-le-Bâtard pour la conquête de l'Angleterre en 1066. Caen, A. Hardel, 1861.
- Bulletin monumental ou collection de memoires et de renseignements sur la statistique monumentale de la France, 1865.
- Archéologie des écoles primaires. Caen, Le Blanc-Hardel, 1868.
- Le Mur de Laudunum. Caen, [s.n.], 1868.
- Abécédaire ou rudiment d'archéologie. Caen, F. Le Blanc-Hardel, 1869.
- Le Beurre d'Isigny à Monaco. Caen, F. Le Blanc-Hardel, 1869.
- La Vallée de la Dives: statistique ripuaire. Caen, Res Universis, 1853, Nachdruck 1992.